# イトーヨーカドー八幡宿店
イトーヨーカドー八幡宿店（イトーヨーカドーやわたじゅくてん）は、かつて千葉県市原市五所に存在した総合スーパー。

## 概要
市原市市原地区の中心部に位置していたが、2005年4月17日をもって閉店した。市原市で最も遅くに開業したイトーヨーカドーの店舗であったが、鉄道で2駅離れた蘇我駅付近に、より大規模な同系列のアリオ蘇我が開業したこともあり、市内で最も早く閉店したのがこの八幡宿店であった。これにより、市原市内の内房線各駅近辺に存在したイトーヨーカドーの店舗（姉崎店、市原店、八幡宿店）が、八幡宿駅付近からは姿を消すこととなった。

## 沿革

### 概歴
市原市では市原店、姉崎店に次ぐ出店であった。近隣には同年3月18日、先にダイエー市原店が出店しており、長い間競合していたが、1998年にダイエー市原店が閉店すると八幡宿店の競合店舗は無くなったかのように思われた。しかし、2005年4月には千葉市のJFEスチール工場跡地にアリオ蘇我が開業することが決定しており、商圏が被る同店舗は閉店することに決定した。その後2008年8月12日に、同店舗の跡地に地上11階建てのマンションである「ザ・ガーデンアイル」が完成している。

### 年表
- 1983年（昭和58年）10月 - イトーヨーカドー八幡宿店開業[2]。
- 2005年（平成17年）
  - 4月17日 - イトーヨーカドー八幡宿店閉業[2]。
  - 4月27日 - アリオ蘇我開業。
- 2008年（平成20年）8月12日 - 跡地に地上11階建てのマンション「ザ・ガーデンアイル」開業[3]。

## アクセス

### 鉄道
- 東日本旅客鉄道（JR東日本）八幡宿駅から徒歩15分

### バス
- 小湊鉄道「市原橋」から徒歩2分